# Chote Praepan
 (juin 2020).
La mise en forme du texte ne suit pas les recommandations de Wikipédia : il faut le « wikifier ».
Les points d'amélioration suivants sont les cas les plus fréquents. Le détail des points à revoir est peut-être précisé sur la page de discussion.
- Les titres sont pré-formatés par le logiciel. Ils ne sont ni en capitales, ni en gras.
- Le texte ne doit pas être écrit en capitales (les noms de famille non plus), ni en gras, ni en italique, ni en « petit »…
- Le gras n'est utilisé que pour surligner le titre de l'article dans l'introduction, une seule fois.
- L'italique est rarement utilisé : mots en langue étrangère, titres d'œuvres, noms de bateaux, etc.
- Les citations ne sont pas en italique mais en corps de texte normal. Elles sont entourées par des guillemets français : « et ».
- Les listes à puces sont à éviter, des paragraphes rédigés étant largement préférés. Les tableaux sont à réserver à la présentation de données structurées (résultats, etc.).
- Les appels de note de bas de page (petits chiffres en exposant, introduits par l'outil «  Source ») sont à placer entre la fin de phrase et le point final[comme ça].
- Les liens internes (vers d'autres articles de Wikipédia) sont à choisir avec parcimonie. Créez des liens vers des articles approfondissant le sujet. Les termes génériques sans rapport avec le sujet sont à éviter, ainsi que les répétitions de liens vers un même terme.
- Les liens externes sont à placer uniquement dans une section « Liens externes », à la fin de l'article. Ces liens sont à choisir avec parcimonie suivant les règles définies. Si un lien sert de source à l'article, son insertion dans le texte est à faire par les notes de bas de page.
- La présentation des références doit suivre les conventions bibliographiques. Il est recommandé d'utiliser les modèles {{Ouvrage}}, {{Chapitre}}, {{Article}}, {{Lien web}} et/ou {{Bibliographie}}. Le mode d'édition visuel peut mettre en forme automatiquement les références.
- Insérer une infobox (cadre d'informations à droite) n'est pas obligatoire pour parachever la mise en page.

Pour une aide détaillée, merci de consulter Aide:Wikification.
Si vous pensez que ces points ont été résolus, vous pouvez retirer ce bandeau et améliorer la mise en forme d'un autre article.
 (juin 2020).
Si vous disposez d'ouvrages ou d'articles de référence ou si vous connaissez des sites web de qualité traitant du thème abordé ici, merci de compléter l'article en donnant les références utiles à sa vérifiabilité et en les liant à la section « Notes et références ».
Chote Praepan (thai : โชติ แพร่พันธุ์, RTGS : Chot Phraephan) (15 mai 1907 - 5 mai 1956), connu également sous le nom de plume “ยาขอบ” (" Ya Khop "ou Jacob), est un écrivain et journaliste thaïlandais. Ses œuvres principales sont Phu Chana Sib Thit (Le conquérant dans dix directions), la nouvelle Phuean Phaeng (Cher ami), le roman Sam Kok Chabap Waniphok (Le roman des trois royaumes par un vagabond), l’essai Sin Nai Muek (Les trésors dans les lettres), etc.

## Biographie

### Origine familiale
Chote Praepan est né le 15 avril 1907. Il est le fils du prince In-Plaeng Thepwong et de Nang Joy qui était une dame de compagnie de Mom Chiey, une femme du Prince Damrong Rachanubhab (le Prince Damrong est un fils du roi Rama IV, intellectuel et homme d’état, historien considéré comme le père de l’Histoire de la Thaïlande). Il est aussi le petit-fils du Prince Piriyah Thepwong qui était le seigneur de la province Phrae (une province au nord de la Thaïlande actuelle, elle dépendait du royaume de Chiang Mai, royaume qui fut rattaché au royaume du Siam à la fin du XIXe siècle, les anciens seigneurs qui prêtaient allégeances au roi de Chiang Mai devenant les gouverneurs rendant des comptes à Bangkok). Son père, le Prince In-Plaeng, l’a nommé "อินทรเดช" « In-tharadetch » mais sa mère Nang Joy l’a surnommé "โชติ" « Chote » et elle l’a présenté au Prince Damrong Rajanubhab pour recevoir un nom royal qui fut "แพร่พันธุ์" « Praepan ».

### Education
Quand Chote a eu six ans, il est entré au collège เทพศิรินทร์ (RTGS Thepsirin ; romanisation officielle selon la norme du roi Rama VI : Debsirin), une école élitiste pour garçons fondée par le roi Rama V en 1885. À ce moment, Il était parrainé par Phraya Pitak Phubal (Phraya est un titre de la noblesse siamoise, équivalent à celui de Duc).
Quand il a terminé ses études, le Siam traversait une crise économique. Chote cherchait un travail et a eu l’opportunité de commencer sa vie professionnelle dans le journalisme. Il a débuté dans le journal สยามรีวิว (Siam Review ; La revue du Siam) puis dans le journal ธงไทย Thongthai (Le drapeau thaï).
En 1929, un grand écrivain thaï กุหลาบ สายประดิษฐ์ Kulap Saipradit (connu sous le pseudonyme Sriburapha), également journaliste et éditeur, a créé le Groupe de presse Suphap Burut (Les gentilshommes) et a publié le bimensuel สุภาพบุรุษ Suphap Burut. Un jour, Aob Chaisuwan, qui était le chroniqueur humoriste, était en retard pour rendre son texte ; donc Kulap a demandé à Chote de le remplacer au pied levé. Kulap a donné à Chote le pseudonyme ยาขอบ (Ya Khop) « Jacob » qui ressemblait au nom de l’écrivain humoriste anglais J.W. Jacobs. Sous ce pseudonyme, sa première publication fut จดหมายเจ้าแก้ว Chotmai Chao Kaeo (Lettre du Prince Kèou (RTGS : Kaew)).  
En 1931, Chote Praepan est devenu le rédacteur en chef du quotidien สุริยารายวัน Suriya Raiwan. Il a commencé à écrire un roman historique ยอดขุนพล Yot Khun Pon (Le Grand seigneur) publié en feuilleton. Son roman historique se passe au XVIe siècle à l’époque de Bayinnaung, le roi Birman fondateur de l’empire Taungû. Mais son journal n’a pas eu de succès et la parution fut rapidement interrompue. 
Lorsque Kulap Saiphradit a pris la direction du journal ประชาชาติ Prachachat (Le peuple), Chote a continué à y publier la suite de Yot Khun Pon. Puis มาลัย ชูพินิจ Malai Chupinij, écrivain et journaliste, a changé le nom de ce roman historique en ผู้ชนะสิบทิศ Phu Chana Sib Thit (Le conquérant dans les dix directions). Son roman s’inspirait des anciennes chroniques royales les Phong sawadan พงศาวดาร (ces chroniques mêlent faits historiques et légendes mythologiques et religieuses). La plupart des textes consultés dans les anciennes chroniques étaient très brefs et ne faisaient que huit lignes chacune, mais la créativité littéraire de Chote lui a fait produire au total huit volumes de son roman historique. Ce roman a connu de nombreuses adaptations au cinéma et à la télévision. 
Chote a eu un seul fils มานะ แพร่พันธุ์ Mana Praepan qui est écrivain et journaliste. Chote est mort à 48 ans, le 5 avril 1956, des suites d’alcoolisme et de diabète selon la fiche Wikipedia thaïe, d’une tuberculose selon la fiche Wikipedia anglaise. 

## Œuvres
(Nous donnons une traduction indicative en français des titres mais aucune traduction n’a été publiée à ce jour.)

### Romans
- ผู้ชนะสิบทิศ Phu Chana Sib Thit / Le conquérant dans dix directions (inachevé)
- สามก๊กฉบับวณิพก Sam Kok Chabap Waniphok / Le roman des trois royaumes dit par un vagabond
- พรายสวาท Phrai Sawat / L’amour du lutin
- สนมพระจอมเกล้า (2479, เขียนไม่จบ) Sanom Phra Chom Klao / La romance de Phra Chom Khlao (1936- inachevé)
- เป็นไทยต้องสู้ (2489, เขียนไม่จบ) Pen Thai Tong Su / Les Thaïlandais doivent savoir lutter. (1946- inachevé)
- อยู่เพื่อความรัก Yu Phuea Khwam Rak / Vivre l’amour

### Nouvelles
- มารหัวใจ (2471) Man Huachai / Le cœur mauvais (1928)
- อารมณ์ (2475) Arom / Le Sentiment (1932)
- กามวาสี Kam Wasi / L’occupant des désirs
- รอยโครอยเกวียน Roi Kho Roi Kwian / Le pas du bœuf, le pas de la charrette
- รักแท้ Rak Thae / L’amour
- หลังฉากผู้ชาย (2476) Lang Chak Phuchai / L’homme de l’ombre (1933)
- เพื่อนแพง Phuean Phaeng / Cher ami
- สวรรค์คนยาก Sawan Khon Yak / Le paradis des pauvres
- หล่อนชั่วเพราะชาย (2477) Lon Chua Phro Chai / Les hommes l’ont rendu mauvaise (1934)
- ชื่นจิตต์ (2478) Chuen Chit / La réjouissance (1935)
- ผู้ชนะใจ (2479) Phu Chana Chai / Le gagnant du cœur (1936)
- มุมมืด (2480) Mum Muet / Le coin obscur (1937)
- ความรู้สึกของดวงจันทร์ (2482) Khwamrusuek Khong Duangchan / Le sentiment de la lune (1939)
- คนที่ไม่รู้จักแก่ (2484) Khon Thi Mai Ruchak Kae / L’homme qui ne connaît pas le vieillard (1941)
- เรื่องธรรมดา Rueang Thammada / Une histoire ordinaire
- เมียน้อย Mia Noi / La maîtresse
- ผู้หญิง ฯลฯ Phuying Paiyanyai / La femme, etc.

### Traductions
- ขวัญใจจอมขวาน Khwanchai Chom Khwan ; traduit du roman d’aventures africaines Nada the Lily (1892) de Henry Rider Haggard
- บุปผาในกุณฑีทอง Buppha Nai Kunthi Thong (1946, traduction inachevée) traduit du roman chinois de l’époque Ming, Jin Ping Mei (chinois : 金瓶梅) en français, Le Lotus d’or.
- เจ้าจอมช้อย เจ้าจอมทับทิม Chaochom Choi Chaochom Thapthim (1945), traduit de The Romance of the Harem (1872) de Ana Leonowens
- สังเขปประวัติจอมพลเนย์ Sangkhep Prawat Chomphon Ne (1946) (Petite histoire du général Ney).
- กามนิยาย Kam Niyai, traduit à partir du Décaméron de Boccace (Giovanni Boccacio, XIVe siècle) (traduction inachevée)

### Documentaires et Essais
- ประวัติศาสตร์-ภูมิศาสตร์  (2479)  Prawattisat - Phumsat / Histoire - Géographie (1936)
- มีพรสวรรค์อันใดในนักประพันธ์หรือ (2487) Mi Phonsawan An Dai Nai Nak Praphan Rue / Quel talent dans les poètes ? (1944)
- สินในหมึก (2488) Sin Nai Muek / Les trésors dans les lettres (1945)
- เหตุที่กุสุมาไม่ได้แต่งงาน (2490) Het Thi Kusuma Mai Dai Taengngan / Pourquoi Kusuma n’a pas pu se marier (1947)
- ผู้ควบเพื่ออุทิศแด่รัก (2492) Phu Khuap Phuea Uthit Dae Rak / Le collectionneur des dédicaces à l’amour (1949)
- หนังสือและผู้แต่ง (2493)  Nangsue Lae Phutaeng / Le livre et l’auteur (1950)
- เรื่องไม่เป็นเรื่อง (2494) Rueang Mai Pen Rueang / Qu’il ne soit pas l’histoire (1951)
- ลมย่อมเลือกทางพัดได้เอง (2495) Lom Yom Lueak Thang Phat Dai Eng / Le vent souffle où il veut (1952)
- ปากกาพูด Pakka Phut / Le stylo parlant
- โล่กลาง Lo Klang / L’écu
- เรื่องอ่านเล่นๆ จากเรื่องจริง Rueang An Len Len Chak Rueang Ching / Une vraie histoire
- แลหลัง Lae Lang / Examiner
- เมื่อข้าพเจ้าขึ้นศาล Muea Khaphachao Khuen San / Quand je comparais en jugement
- แม่ทองประศรีกับแม่เทพทอง Mae Thong Pra Si Kap Mae Thep Thong / Maman Thong Prasi et Maman Thep Thong.
- หนุมานลูกใคร Hanu Man Luk Khrai / Hanuman est le fils de qui ?
- ที่ว่าโป๊โป๊นั้นประการใด Thi Wa Po Po Nan Prakan Dai / Qu’est-ce qui est obscène ?

### Édition
- มหาภารตะ Maha Pharata / Le Mahabharata

### Poésie
- อะไรเอ่ย ยาขอบสอนตน Arai Oei Yakhop Son Ton / De quoi ? Jacob va vous le dire.

### Divers (Hommages et Préfaces)
- เสื้อเก่ากับมหากวี Suea Kao Kap Maha Kawi / Vieux costume et Grand poète (1942 – en commémoration de Chit Boontud)
- จากยาขอบถึงอิงอร Chak Yakhop Thueng Ing-On / De Jacob à Ing-On (1945 – Introduction à Ing-On)
- เราได้อะไรจากเขา Rao Dai Arai Chak Khao / Qu’est qu’on a reçu de lui ? (1942 – en commémoration de Sudjai Preatsalithon)
- สุดแต่ดวงจิตพิศวาส ก็นับเป็นวงศ์ญาติกันได้ Suttae Duang Chit Phitsawat Ko Nap Pen Wong Yat Kan Dai / Au fond du cœur admirable, on peut être la même famille (1955 – en commémoration de Ror. Janthapimpha)
- จากยาขอบถึงชอุ่ม ปัญจพรรค์ Chak Yakhop Thueng Cha-Um Pancha Phak / De Jacob à Cha-um Panchapuk (Le conseil à la composition)
- จดหมายรักในชีวิตจริงของยาขอบถึงพนิดา Chotmai Rak Nai Chiwit Ching Khong Yakhop Thueng Phanida / Lettre d’amour dans la vie réelle de Jacob à Panida (Collecté et imprimé par Thian Liaorak wong)

## Pseudonymes
- Kritsana (thaï กฤษณา) – uniquement pour la nouvelle Le cœur mauvais
- Jacob (thaï ยาขอบ) – pour les histoires humoristiques.
- Chote Praepan (thaï โชติ แพร่พันธุ์) – en début de carrière
- Cho Chang (thaï ช.ช้าง) – comme journaliste pour Sena Sarn (Info-Militaire)
- Konthong (thaï กรทอง) – uniquement pour l’essai Le vent souffle où il veut